# Hoplitis plagiostoma
Hoplitis plagiostoma är en biart som beskrevs av Michener 1947. Hoplitis plagiostoma ingår i släktet gnagbin, och familjen buksamlarbin. Inga underarter finns listade i Catalogue of Life.